# John McGahern
John McGahern, född 12 november 1934 i Knockanroe i County Leitrim, död 30 mars 2006 i Dublin, var en irländsk författare.
"Först lärare, men avskedades efter censuringripande mot hans andra bok. Hans romaner och noveller är starkt färgade av livet på Irland. Med stram stil och säker psykologi och inlevelse skildrar han moderna människors ångest och existentiella konflikter, liksom den känsla av hopplöshet och stagnation som griper de unga i landsorten." (Litteraturhandboken, 1983)